# مركز معهد بيرلا العالمي للتكنولوجيا، البحرين
مركز معهد بيرلا العالمي للتكنولوجيا، البحرين هو أول مركز دولي لمعهد بيرلا للتكنولوجيا، مسرى، رانشي، الهند وهو جامعة هندية للتعليم الفني والإدارة. أنشئ المركز في عام 2000. يقع المعهد في قرية البديع.

## الجامعة الأم
المركز يقدم برامج منهجية من معهد بيرلا للتكنولوجيا، مسرى، الهند. يتم تدريس المناهج الدراسية حسب الجامعة الأم في مسرى التي أسسها الصناعي ب. م. بيرلا في عام 1955 في رانشي المركز الصناعي في الهند. المركز عضو كامل العضوية في رابطة جامعات الكومنولث. أضفيت عليه صفة جامعة اعتبارها من عام 1986 نظرا لإنجازات المعهد سواء من حيث البحث والمعايير الممتازة من البرامج الأكاديمية. تم اعتماد المعهد من قبل مجلس التقييم والاعتماد الوطني والمجلس الوطني للاعتماد التي وضعتها لجنة المنح الجامعية. يعتبر المركز من بين المعاهد العليا في الهند في مجال الهندسة.

## البرامج الأكاديمية
المركز يقدم البرامج الأكاديمية التالية:
- بكالوريوس في الهندسة.
  - علوم وهندسة الحاسب الآلي.
  - الهندسة الكهربائية وهندسة الالكترونيات.
  - هندسة الاتصالات و الالكترونيات.
  - الهندسة الميكانيكية.
  - هندسة الإنتاج.
- ماجستير في إدارة الأعمال.
- ماجستير تنفيذي في إدارة الأعمال للمهنيين العاملين.
- بكالوريوس في إدارة الأعمال.
- بكالوريوس العلوم في تقنية المعلومات.
- بكالوريوس تجارة (التجارة الإلكترونية).
- دبلوم في تكنولوجيا.
  - علوم وهندسة الحاسب الآلي.
  - هندسة الإنتاج.

أغلق المركز في 2013.